# Auguste Scheurer-Kestner
Auguste Scheurer-Kestner (Mulhouse, 11 de fevereiro de 1833 - Bagnères-de-Luchon 19 de setembro de 1899), foi um químico, industrial, protestante e político da Alsácia. Ele era tio por casamento da esposa de Jules Ferry.
Ele era um republicano e se opôs ao Império de Napoleão III. Ele foi eleito membro pelo Haut Rhin em 2 de julho de 1871 e tornou-se senador vitalício em 15 de setembro de 1875. Vinte anos depois, ele foi o último representante do Parlamento francês da Alsácia. Amigo íntimo de Georges Clemenceau e Léon Gambetta, ele forneceu a maior parte dos fundos para a publicação do jornal The French Republic, de 1879 a 1884. Em 1894, Auguste Scheurer-Kestner como vice-presidente sênior do Senado foi considerado uma autoridade moral na política. Ele desempenhou um papel importante na abertura do caso Dreyfus no verão de 1897.

## Primeiros anos
Nascido em Mulhouse em 11 de fevereiro de 1833 como Auguste Scheurer, seu pai era um industrial republicano. Auguste frequentou a escola primeiro em Estrasburgo, depois a partir de 1852 em Paris, onde foi aluno do Sr. Wurtz na Escola de Medicina.
Em 1856 ele se casou com uma das filhas do Sr. Charles Kestner - fabricante de produtos químicos em Thann. Ele se tornou gerente da fábrica do Sr. Kestner em Thann, mas continuou com sua pesquisa científica em produtos químicos.
Em 1866, ele fundou uma sociedade cooperativa independente onde os trabalhadores podiam gastar seus ganhos em lojas administradas de maneira adequada. Esta instituição tornou-se muito próspera.

## Vida Política
A vida política foi até certo ponto imposta ao Sr. Scheurer-Kestner pelos acontecimentos e pelas idéias republicanas inspiradas por sua família. Seu sogro, o Sr. Kestner, havia sido anteriormente um representante do povo em 1848, mas o "golpe de Estado" o forçou a fugir para a Bélgica.
Embora não pudesse ser considerado um perigo para o Império, apesar de suas opiniões republicanas, ele foi preso em 1862 e arbitrariamente detido por um mês na prisão antes de ser condenado por três meses por espionagem interna.
Em 1863 e nos anos seguintes, apesar do perigo para sua família e amigos, o Sr. Scheurer-Kestner não hesitou em publicar uma série de revelações sobre a maneira como o Estado salvaguardava seus segredos sob o Império. Ele escreveu em Le Temps e Le Reveil sobre a existência de um armário preto que ele chamou de "Office of Lateness".
Após os acontecimentos de 1870, ofereceu seus serviços ao governo para ajudar a defender a França e foi nomeado Diretor da Fábrica Pirotécnica de Cette. Em 1871, ele ganhou a cadeira de Haut Rhin com uma maioria de 58 000 votos. Na Assembleia Nacional em Bordéus, ele se sentou na extrema esquerda e não voltou para a Alsácia no final da Guerra Franco-Prussiana, que o estabeleceu como um patriota da França.
Ele não ficou muito tempo fora da política e foi eleito para representar o Sena por 290 823 votos contra 108 038 contra e foi novamente membro da Assembleia Nacional. Em 16 de dezembro de 1875, a Assembleia nomeou-o senador permanente e ele foi um dos secretários do Senado até 1879. O Sr. Scheurer-Kestner ingressou no Senado como membro da União Republicana.

## O caso Dreyfus
Em 13 de julho de 1897, Louis Leblois, advogado do tenente-coronel Georges Picquart, informou Scheurer-Kestner em detalhes sobre o Caso Dreyfus. Inicialmente, ele não duvidou da culpa de Dreyfus, mas escreveu em seu diário que sentiu "algo vago e doloroso". Após a intervenção de Bernard Lazare, que tentou superar sua hesitação em 1897, este homem "apaixonado pela Justiça", que se via como o protetor de todos os alsacianos na França, redobrou seus esforços para tentar formar uma opinião segura.
Scheurer-Kestner passou então a defender a inocência do capitão Dreyfus, com o ministro da Guerra, Jean-Baptiste Billot, e com o presidente, Félix Faure. Em 26 de novembro de 1897, por meio de seu advogado, o Sr. Jullemier, Madame de Boulancy, prima e ex-amante de Ferdinand Walsin Esterhazy, decidiu vingar seu amante e devedor e enviou a Scheurer-Kestner cartas deste oficial, incluindo a famosa "carta de Ulano". Scheurer-Kestner mostrou a carta a Pellieux, comandante militar de Paris, encarregado do inquérito administrativo de Esterházy. Uma busca por Madame Boulancy ocorreu em 27 de novembro.
Scheurer-Kestner se convenceu da culpa de Esterhazy após confidenciar ao advogado Louis Leblois, amigo de Picquart e também alsaciano. Scheurer-Kestner comunicou suas certezas confidencialmente ao presidente Félix Faure, presidente do Conselho, e fez uma visita em vão ao general Billot, ministro da Guerra. Retomando revisão da causa, ele contatou Joseph Reinach, e Clemenceau em novembro de 1897, publicou no Le Temps uma carta aberta na qual declarava a inocência de Dreyfus. Junto com Leblois, ele se mostrou no julgamento de Émile Zola, que o defendeu no Le Figaro alguns dias depois. Scheurer-Kestner realmente não recebeu nenhum apoio de seus amigos políticos. O debate havia sido tornado público por Mathieu Dreyfus, e Scheurer-Kestner foi violentamente atacado, chamado de "um industrial alemão" e "Boche", etc. Em dezembro de 1897, ele gritou ao Senado sobre a recusa de um novo julgamento, dizendo: "A verdade sempre vence no final".
Scheurer-Kestner não conseguiu convencer seus colegas no Senado a liderar com ele a batalha pela reabilitação do capitão Dreyfus em 13 de janeiro de 1898: ele recebeu apenas 80 votos em 229 eleitores quando concorreu à vice-presidência. Scheurer-Kestner corporificou esperanças na lei e na justiça do Governo da República e sempre recomendou paciência e prudência. Afligido por câncer na garganta, ele seguiu o novo julgamento de seu quarto de doente. Ele morreu em 19 de setembro de 1899, o dia da assinatura do perdão de Dreyfus pelo presidente Emile Loubet.

## Referência
1. ↑  «Quelle voie choisir après le lycée ?». Que faire après le lycée ? (em inglês). Consultado em 18 de setembro de 2021
2. ↑  Watson, D. R. "Pillar of the Third Republic," History Today (May 1968), Vol. 18 Issue 5, pp 314-320
3. ↑  Political Life information derived from Biographies Alsaciennes avec Photographic Portraits, Ant. Meyer, 2nd Edition, Colmar, 1888
4. ↑  Scheurer-Kestner, Auguste (1988). Mémoires d'un sénateur dreyfusard (em francês). [S.l.]: Bueb & Reumaux
5. ↑  Mathieu Dreyfus